# ألونزو ديلارد فولجير
ألونزو ديلارد فولجير هو محامي وقاضي وسياسي أمريكي، ولد في 9 يوليو 1888 في دوبسون في الولايات المتحدة، وتوفي في 30 أبريل 1941 في ماونت إيري في الولايات المتحدة. نشط حزبياً في الحزب الديمقراطي. وقد انتخب عضو مجلس النواب الأمريكي ‏.